# Salon du livre de Göteborg
Le Salon du livre de Göteborg, aussi appelé Foire du livre de Göteborg, officiellement Bok & Bibliotek, est un salon du livre organisé chaque année depuis 1985 à Göteborg, en Suède. Il s'agit du principal festival littéraire de Scandinavie et du deuxième plus grand en Europe après la Foire du livre de Francfort, en Allemagne. Il a généralement lieu la dernière semaine de septembre.